# 자나르 두갈로바
자나르 두갈로바(카자흐어: Жанар Дұғалова, 1987년 1월 17일 ~ )는 카자흐스탄의 가수이다. 튀르크비전 송 콘테스트 2014에서 카자흐스탄 대표로 참가하여 우승을 차지했다.